# Anthocarapa nitidula
Anthocarapa es  un género botánico monotípico de árboles pertenecientes a la familia Meliaceae. Son naturales de Malasia, Australia y oeste del Pacífico. Su única especie es Anthocarapa nitidula.
La especie A. nitidula se conoce coloquialmente en Australia como el cedro de incienso. Se trata de un árbol medio a un gran árbol de la selva subtropical, al norte de Woodburn en Nueva Gales del Sur.

## Descripción
Las hojas son de 2 a 6 compuestas, obovadas a oblongo-elípticas, lisas, algo brillante, un poco espesas. 

## Taxonomía
Anthocarapa nitidula fue descrita por (Benth.) T.D.Penn. ex Mabb. y publicado en Blumea 31: 133. 1985.
Sinonimia
- Amoora balanseana C.DC.
- Amoora nitidula Benth.
- Amoora vieillardii C.DC.
- Anthocarpa balansana (C.DC.) Pierre
- Anthocarpa vieillardii (C.DC.) Pierre
- Dysoxylum oubatchense Harms
- Pseudocarapa nitidula (Benth.) Merr. & L.M. Perry[2]